# Jet Set Willy
Jet Set Willy je počítačová hra z roku 1984 vytvořená Matthewem Smithem. Původně byla určená pro počítače ZX Spectrum, po úspěchu byla dále předělána na Atari, Commodore nebo Amstrad. Tato skákací plošinovka je pokračováním hry Manic Miner (1983), se kterou společně daly základ populární herní sérii Miner Willy.

## Příběh
Willy získal velké bohatství z předchozího dobrodružství v Manic Miner a zakoupil si obrovský zámek, ve kterém uspořádal ihned velkolepou párty. Velmi unavený se poté odebírá do ložnice, ale cestu mu zastoupí jeho hospodyně Maria. Dokud Willy neuklidí celý dům, nebude vpuštěn.

## Úrovně
Hra má celkem 60 obrazovek (pokojů), což bylo na svou dobu obrovské číslo.

## Bugy
Hra v prvotním vydání obsahovala chyby znemožňující její dohrání, které byly později odstraněny (kromě verze pro Atari).